# Gare d’Athis-Mons
Gare d’Athis-Mons vasútállomás és RER állomás Franciaországban, Athis-Mons településen.

## Vasútvonalak
Az állomást az alábbi vasútvonalak érintik:
- Párizs–Bordeaux-vasútvonal
- Grande Ceinture line

## Kapcsolódó állomások
A vasútállomáshoz az alábbi állomások vannak a legközelebb:
- Gare de Juvisy (Gare de Bordeaux-Saint-Jean, Párizs–Bordeaux-vasútvonal)
- Gare d’Ablon (Paris Gare d’Austerlitz, Párizs–Bordeaux-vasútvonal)
- Gare d’Ablon (Gare de Saint-Quentin-en-Yvelines - Montigny-le-Bretonneux, Gare de Versailles-Château-Rive-Gauche, RER C)
- Gare de Juvisy (Gare de Saint-Martin-d'Étampes, Gare de Dourdan - La Forêt, RER C)